# Fuerte Fleur d'épée

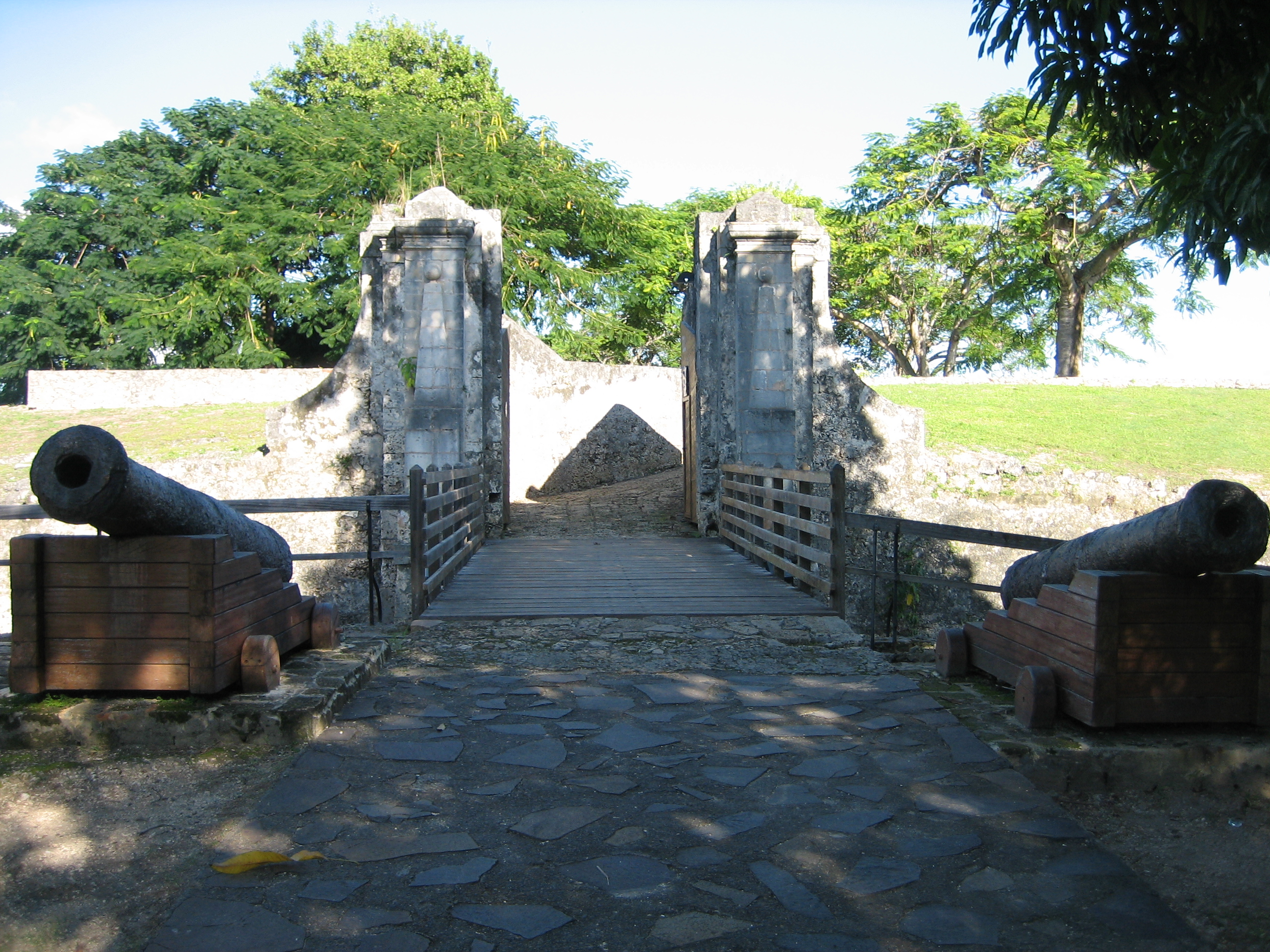
Entrada del fuerte.

El fuerte Fleur d'épée (en idioma francés flor de espada) es la principal fortificación de la isla de Grande-Terre en el departamento francés de Ultramar de Guadalupe.
Fue construido siguiendo planos de Vauban entre 1750 y 1763 en la comuna de Le Gosier, cuya bahía defiende. Se compone de pequeñas salas unidas a través de galerías subterráneas (buena parte de las cuales se conserva hoy en día).
Se ignora el origen de su nombre, si bien se piensa que puede venir del apodo de algún soldado que lo habitó.